# Ахмед Зеуаил
Ахмед Хасан Зеуаил (на арабски: أحمد حسن زويل; на английски: Ahmed Hassan Zewail) е американски химик от египетски произход.
Печели Нобеловата награда за химия през 1999 година за приносите си в областта на фемтохимията. Работи в Калифорнийския технологичен институт от 1976 година, където преподава химия и физика, а от 1990 година завежда катедрата по химична физика, носеща името на друг Нобелов лауреат – Лайнъс Полинг.

## Биография

### Произход и образование
Роден е на 26 февруари 1946 г. в Даманхур, Египет, но израства в малкото градче Десук в Северен Египет, на 80 км от Александрия. Получава бакалавърска и магистърска степен в Александрийския университет, преди да емигрира в САЩ, където прави докторантура в Пенсилванския университет под научното ръководство на д-р Робин Хохщрасер (Robin Hochstrasser). Прави постдокторска специализация в Калифорнийския университет в Бъркли с ръководител д-р Чарлз Харис.

### Академична кариера и научна дейност
Академичната кариера на Зеуаил започва през 1976 година, когато печели конкурс за постоянно място в Калифорнийския технологичен институт. През 1982 година става натурализиран гражданин на САЩ.
Научните му изследвания са основополагащи в областта на фемтохимията, т.е. изследването на химични реакции, протичащи за изключително кратки времеви интервали от порядъка на 1/1015 от секундата. При фемтохимията с използването на ултраскоростна лазерна техника (излъчваща ултракъси лазерни импулси), е възможно проследяването на химични реакции в много кратки отрязъци от време, достатъчно кратки, за да се наблюдават и анализират преходните състояния в някои избрани химични реакции.
През 1999 година, Зеуаил става третият етнически египтянин, получил Нобелова награда, след Ануар Садат (Нобелова награда за мир през 1978) и Нагиб Махфуз (Нобелова награда за литература през 1988).
През май 2003 година Зеуаил е избран за доктор хонорис кауза на Лундския университет в Швеция и за член на Кралската шведска академия на науките. Избран за доктор хонорис кауза и на Университета в Кеймбридж през 2006 г., на Университета Комплутенсе в Мадрид (май 2008), на Университета в Йордания (февруари 2009) и на Югозападния университет в Джорджтаун, Тексас (май 2010).
През 2005 година Зеуаил пише книгата „Age of Science“ (неофициален превод: „Ера на науката“), в която излага вижданията си за връзката между исляма и науката и която има и биографичен и автобиографичен характер.

### Политическа дейност и смърт
Ахмед Зеуаил е номиниран за участие в Съвета по наука и технологии към президента на САЩ Барак Обама – консултантска група от водещи учени и инженери, съветваща президента и вицепрезидента на САЩ по въпросите на науката, технологиите и иновациите. На речта си на 4 юни 2009 г. Обама обявява в Университета в Кайро нова програма, с която науката и дипломацията застават в основата на новите взаимоотношения между САЩ и мюсюлманския свят. През януари 2010 година Ахмед Зеуаил, Елиас Зерхуни и Брус Албъртс стават първите посланици на американската наука, които посещават множество ислямски държави от Северна Африка до Югоизточна Азия.
По време на египетските протести в началото на 2011 година, Зеуаил обявява, че се завръща в родината си, където да се включи в комитет за конституционни реформи заедно с Айман Нур – конкурент на Хосни Мубарак от президентските избори през 2005 година и водещ египетски юрист. По-късно Зеуаил е спряган като уважавана личност, подходяща за посредник между военния режим, поел управлението на Египет след оставката на Мубарак, и революционно настроените групи младежи като Движението „6 април“, Мюсюлманско братство и младите последователи на Мохамед ел Барадей.
Умира на 2 август 2016 година в Пасадина, Калифорния, САЩ, на 70-годишна възраст

## Личен живот
През 1989 г. се жени за Дийма Зеуаил, от която има четири деца.

## Награди и отличия
- Награда за химия „Улф“ през 1993 година от Фондация „Улф“.
- Медал „Толман“ от 1997 година.
- Награда на името на Робърт Уелч (1997).
- Медал „Прийстли“, връчен му от Американското химическо общество през 2011 година.[6]
- През 1999 година получава най-високото държавно отличие на Египет, Нилския орден.
- Неговия лик носят отпечатани пощенски марки в Египет.